# باب بیلی
باب بـِیلی (انگلیسی: Bob Bailey؛ ‏ ۱۳ ژوئن ۱۹۱۳ – ۱۳ اوت ۱۹۸۳) بازیگر اهل ایالات متحده آمریکا بود.
از فیلم‌های او می‌توان به استادان رقص، تامپیکو، ردیف متهمان، دیوانگان رقص و پرنده‌باز آلکاتراز اشاره کرد